# Jean-François Merlet
Pour les articles homonymes, voir Merlet.
Jean-François Merlet (dit baron Merlet), né le 26 septembre 1761 à Martigné-Briand (Maine-et-Loire) et mort le 16 décembre 1830 à Louresse-Rochemenier, est un homme politique français et haut fonctionnaire des XVIIIe et XIXe siècles.

## Biographie
Jean-François Honoré Merlet est le fils aîné de Jean Merlet (né le 16 mars 1735 à Trémont, mort le 15 mars 1793 à Trémont) et de Marie Madeleine Grignon de La Guiberdière (née le 2 juillet 1735 à Louerre, morte en  1794 à Doué-la-Fontaine).
Il épouse le 1er février 1785, à Saumur, Marie Magdeleine Clément, née le 2 janvier 1764 à Saumur, morte le 27 mai 1828 à Louresse-Rochemenier. De cette union naissent quatre enfants :
- Marie-Eugénie le 4 mai 1785 à Parnay, morte le 4 juillet 1876 à Louresse-Rochemenier et mariée le 5 octobre 1807 avec Alexandre Antoine Gérard Genet (1772-1834) ;
- Caroline en 1794, morte en 1890, mariée avec le chef de bataillon Gustave Léopold de Stabenrath ;
- Camille en 1799, mort en 1841, marié en 1835 avec Virginie Ruffin de La Morandière ;
- Jean-Jacques en 1796, mort le 12 décembre 1851), sous-préfet de Beaupréau le 23 août 1830.

Il fait ses études de droit à Angers et se fixe comme avocat à Saumur.

### Angevin, partisan des idées nouvelles
Il adopte les principes de la Révolution et rédige les cahiers de doléances du tiers état de sa circonscription, rédaction qu'il a refusé d'exécuter en commun avec les deux autres ordres.
Il est nommé major de la garde nationale en juillet 1789, conseiller municipal de Saumur puis procureur-syndic du district au mois de juin 1790, époque de l'organisation de cette administration.
Très engagé dans la préparation des états généraux de 1789  puis dans l'administration de sa ville, il crée la Société des amis de la constitution, affiliée au Club des jacobins.
Le 8 septembre 1791, le collège électoral du département l'élit député à l'Assemblée législative (le 3e sur 11), par 331 voix sur 470 votants et 663 inscrits.
Pendant la session, il fait partie de plusieurs comités : après celui des affaires étrangères et des colonies, il défend les droits des « nègres », réclame l'abolition de la traite des noirs, demande la suppression des congrégations séculières. Il devient successivement secrétaire, vice-président (le 26 juillet 1792) et président (le 7 août 1792) de cette assemblée aux époques les plus orageuses. Son élection étant due vraisemblablement à son attachement à la constitution de 1791, face aux pressions révolutionnaires croissantes, il assiste impuissant à l'écroulement du premier régime constitutionnel de la France.

### Caché en Vendée sous la Terreur
Le 10 août 1792, il n'assiste pas à la séance sur son banc ; il prend place aux côtés du roi.
L'avènement de la Convention nationale contraint Merlet à se réfugier chez des amis à Saumur. Pendant le règne de la Terreur, Merlet ne remplit aucune fonction et ne tarde pas à devenir suspect.
Retiré à la campagne dans les confins de la Vendée pendant la guerre civile, il est souvent en butte aux dénonciations et aux persécutions des hommes exagérées mais il ne porte pas les armes avec les Vendéens, à aucune époque de cette guerre funeste.
Après le 9 thermidor an II (27 juillet 1794), il reprend ses activités d'avocat.

### Préfet de Vendée
Quelque temps après les évènements du 18 brumaire an VIII (9 novembre 1799) auxquels il se montre favorable, M. Merlet est nommé conseiller général de Maine-et-Loire en thermidor an VIII (arrêté du 1er juin 1800). Il est remplacé par Joseph Jérôme de Jullien de Jully, ancien administrateur de la régie d'enregistrement et des domaines nationaux (arrêté du 4 mars 1801).
Désigné pour plusieurs préfectures, il est nommé à celle de la Vendée le 9 frimaire an IX, qu'il accepte malgré les difficultés qu'un pays encore fumant de l'incendie de la guerre civile devait lui présenter. Il exerce ses fonctions pendant huit années.
Artisan principal de l'installation du régime consulaire puis impérial dans le département de la Vendée, Merlet installe avec succès la nouvelle église concordataire puis transfère la préfecture de Fontenay-le-Comte à La Roche-sur-Yon en 1804.
À l'époque de la création de la Légion d'honneur, il est nommé commandan de cet ordre (an XII) et maître des requêtes en service extraordinaire au Conseil d'État lors de l'institution de ce corps le 11 juin 1806. Il reste à la nouvelle Napoléon jusqu'en 1808.

### Échec deNapoléon-Villeet mutation à Strasbourg
C'est en tant que préfet de la Vendée que Jean-François Merlet dirige le chantier de Napoléon-Ville, vaste projet de modernisation urbaine de la ville de La Roche-sur-Yon, initié par Napoléon Ier pour sa gloire personnelle.
Trois mois après la fondation de cette nouvelle ville, Merlet signe un arrêté qui lui donne le nom de Napoléon. Il n'a consulté ni les autorités locales, ni même les habitants. Il sollicite tout de même l'accord de l'Empereur, qui avait répondu positivement le 16 août et l'arrêté est définitivement signé le 28 août 1804.
La préfecture est installée le 19 août, alors que l'arrêté n'est pas encore publié ; installation précipitée : le préfet sera désormais hébergé de façon plus que précaire.
La nouvelle ville est d'abord créée par l'ingénieur Cormier, arrivé à La Roche-sur-Yon le 15 juin 1804, sur un vaste plan hippodamien où une place centrale côtoie les édifices administratifs alignés deux à deux, sur chaque côté du rectangle : église et presbytère, gendarmerie et poste, tribunal et théâtre, hôtel de ville et théâtre. La préfecture, le lycée et les halles, au milieu de jardins sont placés en périphérie. Si ce plan ne soulève pas vraiment d'objections, c'est au niveau de la réalisation que les choses se gâtent.
Le 8 août 1808, Napoléon Ier, de retour de Bayonne où il venait de résoudre la « crise espagnole » — défaite de Dupont et victoire décisive espagnole à Bailén, fin du règne de Charles IV d'Espagne, installation du roi Joseph — vient visiter sa ville nouvelle. À onze heures, l'Empereur et l'Impératrice Joséphine arrivent dans la préfecture vendéenne. Accueilli par une délégation de notables, l'empereur Napoléon reçoit en audience Louis-Auguste Lansier, maire de la ville qui l'alerte sur la lenteur des travaux. L'Empereur fait ensuite un tour de la ville afin de vérifier l'état d'avancement des constructions : il ne peut alors que constater que très peu de bâtiments sont sortis de terre. Lorsqu'il voit ces maisons en pisé, ces casernes en torchis, l'Empereur tire son épée et l'enfonce jusqu'à la garde dans les murs de terre. La colère de l'Empereur est telle qu'avant de partir, il prend le temps de destituer l'ingénieur Cormier (remplacé par un autre ingénieur des ponts et chaussées, Claude-Raphaël Duvivier), ainsi que le préfet Merlet remplacé au début de 1809 par un homme de 26 ans, Prosper de Barante.
Après avoir administré la Vendée pendant huit ans, M. Merlet reçoit successivement sa nomination à la préfecture du département de Maine-et-Loire le 12 février 1809 et à celle de la Roer le 18 février suivant mais il refuse, ne voulant plus participer aux levées d'une conscription militaire qui lui parait intolérable.
Il est nommé immédiatement président de la commission du magistrat du Rhin à Strasbourg. Il organise cette administration chargée de la navigation sur le Rhin, de Bâle à l'embouchure, dont les attributions administratives et diplomatiques s'étendent depuis les frontières de la Suisse jusqu'à celles de la Hollande. Déçu par cette nouvelle charge, il en démissionne en 1812 et il attend vainement un meilleur poste que Napoléon n'a pas le loisir de lui offrir.
Créé baron de l'Empire le 9 septembre 1810, il se démet de ses fonctions administratives en 1812.
Depuis l'entrée à Paris des troupes de la Sixième Coalition, M. Merlet s'est retiré dans le canton où il est né.
Il a tellement réussi à installer la Vendée dans la paix qu'en 1814, à la chute de Napoléon, les royalistes notoires, brutalement sortis de l'ombre où on les avait relégués, réclament au représentant du roi Louis XVIII, venu découvrir les provinces, le retour de Merlet comme préfet de la Vendée.
Conseiller d'État aux Cent-Jours, il choisit, à la seconde Restauration du trône des Bourbons, une vie dans la retraite la plus profonde, après avoir dépensé la plus grande partie de sa fortune au service de son pays.

## Distinctions
- Commandeur de la Légion d'honneur le 1er vendémiaire an XII (1803)[2]

## Armoiries
| Image | Armoiries |
| ----- | --- |
|       | Armes du baron Merlet et de l'Empire D'azur au chevron d'or accompagné en chef de trois merlettes d'argent mal ordonnées et en pointe d'une hure de sanglier du même ; au canton des barons tirés du Conseil d'État brochant. Livrées : jaune, blanc, rouge, bleu. |